# Can Pallimonjo
Can Pallimonjo és un casal històric al centre històric de Calonge (Baix Empordà). Va ser llistat com a monument protegit i bé cultural d'interès local del municipi.

## Descripció
L'antiga masia, situada al final del carrer Major, ha perdut el seu caràcter de casa pairal. La part més antiga conserva un portal adovellat amb escut que avui ha quedat elevat per haver-se rebaixat el nivell del carrer. Al darrere del casal hi ha l'era i els porxos. La part més moderna té un portal amb data 1700.

## Història
En expandir-se la població al segle xviii la masia quedà integrada al nucli urbà i es convertí en un casal noble. Un dels seus propietaris, Andreu Pallimonjo i Jofre, fou un important colonitzador de l'illa de Cuba on hi fundà diverses ciutats. Actualment pertany a la mateixa família.